# Вртогош
Вртогош је насељено место града Врања у Пчињском округу. Према попису из 2022. било је 1045 становника (према попису из 1991. било је 1340 становника).

## Историја Горњег Вртогоша
Село је прилично велико; лежи на месту где Вртогошка река напушта клисуру усечену у гребену Карпине и прелази у котлинску раван. Од 1878. до 1912. г. Г. Вртогош се налазио у непосредној близини српско-турске границе. Вода за пиће добија се са извора Карпина, који избија око 1000 м северозападно од насеља. Више села постоји извор Савина Чешма. Данашњи Г. Вртогош сматра се да је основан пре око 150 година и то нешто пре суседног Д. Вртогоша. Оснивачи села биле су 4 досељене српске породице. Око 500 м. Близу села, како је поменуто, водила је српско-турска граница од 1878. До 1912. Тада су у Г. Вртогош често упадали арбанашки пљачкаши и крали стоку. Године 1912. село је напала турска војска и опљачкала становништво. Заједничка слава сељака Г. Вртогоша су Велика Богородица , Мала Богородица и Ђурђевдан. Прва је црквена слава. Тада се приређује велики сабор : код сеоске цркве окупи се на весеље по хиљаду и више становника из околних насеља. У црквеном дворишту за госте спрема се храна 3-4 велика казана. На дан М. Госпође коље се курбан код цркве, док се на Ђурђевдан доскоро „ светило масло” и носила литија.

## Демографија
У насељу Вртогош живи 1043 пунолетна становника, а просечна старост становништва износи 40,2 година (39,2 код мушкараца и 41,2 код жена). У насељу има 340 домаћинстава, а просечан број чланова по домаћинству је 3,99.
Ово насеље је великим делом насељено Србима (према попису из 2002. године).
|  |

| Демографија | Демографија | Демографија |
| Година      | Становника  | Становника  |
| ----------- | ----------- | ----------- |
| 1948.       | 1.535       |             |
| 1953.       | 1.570       |             |
| 1961.       | 1.576       |             |
| 1971.       | 1.425       |             |
| 1981.       | 1.387       |             |
| 1991.       | 1.340       | 1.337       |
| 2002.       | 1.355       | 1.369       |

| Етнички састав према попису из 2002.‍ | Етнички састав према попису из 2002.‍ | Етнички састав према попису из 2002.‍ | Етнички састав према попису из 2002.‍ | Етнички састав према попису из 2002.‍ |
| ------------------------------------ | ------------------------------------ | ------------------------------------ | ------------------------------------ | ------------------------------------ |
|                                      |                                      |                                      |                                      |                                      |
| Срби                                 | Срби                                 |                                      | 1.347                                | 99,40%                               |
| Македонци                            | Македонци                            |                                      | 3                                    | 0,22%                                |
| непознато                            | непознато                            |                                      | 3                                    | 0,22%                                |

| Година пописа     | 1948. | 1953. | 1961. | 1971. | 1981. | 1991. | 2002. |
| ----------------- | ----- | ----- | ----- | ----- | ----- | ----- | ----- |
| Број домаћинстава | 244   | 263   | 293   | 313   | 315   | 324   | 340   |

| Број чланова      | 1  | 2  | 3  | 4  | 5  | 6  | 7  | 8 | 9 | 10 и више | Просек |
| ----------------- | -- | -- | -- | -- | -- | -- | -- | - | - | --------- | ------ |
| Број домаћинстава | 35 | 64 | 44 | 65 | 39 | 59 | 26 | 5 | 1 | 2         | 3,99   |

| Пол    | Укупно | Неожењен/Неудата | Ожењен/Удата | Удовац/Удовица | Разведен/Разведена | Непознато |
| ------ | ------ | ---------------- | ------------ | -------------- | ------------------ | --------- |
| Мушки  | 550    | 139              | 377          | 28             | 4                  | 2         |
| Женски | 559    | 85               | 378          | 87             | 8                  | 1         |
| УКУПНО | 1.109  | 224              | 755          | 115            | 12                 | 3         |

| Пол    | Укупно                    | Пољопривреда, лов и шумарство | Рибарство                            | Вађење руде и камена | Прерађивачка индустрија       |
| ------ | ------------------------- | ----------------------------- | ------------------------------------ | -------------------- | ----------------------------- |
| Мушки  | 325                       | 98                            | 0                                    | 3                    | 136                           |
| Женски | 181                       | 54                            | 0                                    | 0                    | 95                            |
| УКУПНО | 506                       | 152                           | 0                                    | 3                    | 231                           |
| Пол    | Производња и снабдевање   | Грађевинарство                | Трговина                             | Хотели и ресторани   | Саобраћај, складиштење и везе |
| Мушки  | 1                         | 11                            | 13                                   | 2                    | 13                            |
| Женски | 1                         | 0                             | 11                                   | 4                    | 0                             |
| УКУПНО | 2                         | 11                            | 24                                   | 6                    | 13                            |
| Пол    | Финансијско посредовање   | Некретнине                    | Државна управа и одбрана             | Образовање           | Здравствени и социјални рад   |
| Мушки  | 0                         | 2                             | 13                                   | 4                    | 12                            |
| Женски | 0                         | 1                             | 0                                    | 2                    | 10                            |
| УКУПНО | 0                         | 3                             | 13                                   | 6                    | 22                            |
| Пол    | Остале услужне активности | Приватна домаћинства          | Екстериторијалне организације и тела | Непознато            | Непознато                     |
| Мушки  | 5                         | 0                             | 0                                    | 12                   | 12                            |
| Женски | 1                         | 0                             | 0                                    | 2                    | 2                             |
| УКУПНО | 6                         | 0                             | 0                                    | 14                   | 14                            |